# Csaláncsípés
A Csaláncsípés a Vízipók-csodapók című rajzfilmsorozat második évadának második epizódja. A forgatókönyvet Kertész György írta.

## Cselekmény
Tavasz beköszöntével Vízipók visszaköltözik a tóba és nagytakarításra készül, amikor barátját Keresztespókot megcsípi a csalán. Vízipók most örül csak igazán, hogy a vízben él, egészen addig, amíg őt is meg nem csípi valami...

## Alkotók
- Rendezte és tervezte: Szabó Szabolcs, Haui József
- Írta: Kertész György
- Dramaturg: Bálint Ágnes
- Zenéjét szerezte: Pethő Zsolt
- Operatőr: Polyák Sándor
- Segédoperatőr: Pethes Zsolt
- Hangmérnök: Bársony Péter
- Hangasszisztens: Zsebényi Béla
- Vágó: Czipauer János
- Háttér: Neuberger Gizella
- Rajzolták: Katona János, Liliom Károly, Vágó Sándor
- Kihúzók és kifestők: Gömöry Dorottya, Gulyás Kis Ágnes
- Színes technika: György Erzsébet
- Gyártásvezető: Vécsy Veronika
- Produkciós vezető: Mikulás Ferenc

Készítette a Magyar Televízió megbízásából a Pannónia Filmstúdió és a Kecskeméti Filmstúdió

## Szereplők
- Vízipók: Pathó István
- Keresztespók: Harkányi Endre
- Fülescsiga: Móricz Ildikó
- Rózsaszín vízicsiga: Géczy Dorottya
- Kék vízicsiga: Felföldi Anikó
- Hidra: Horkai János